# 人口地理学
人口地理学是研究人口分布状况及其规律性的学科。主要内容涉及人口迁移流动、城市化等方面，在实际研究中综合了人口学和地理学两大学科特点，是人文地理学的重要分支学科。